# Senoculus guianensis
Senoculus guianensis är en spindelart som beskrevs av Lodovico di Caporiacco 1947. Senoculus guianensis ingår i släktet Senoculus och familjen Senoculidae.
Artens utbredningsområde är Guyana. Inga underarter finns listade i Catalogue of Life.